# Maripa axilliflora
Maripa axilliflora là một loài thực vật có hoa trong họ Bìm bìm. Loài này được Mart. ex Meisn. mô tả khoa học đầu tiên năm 1869.